# Baillie Gifford Prize
Der Baillie Gifford Prize for Non-Fiction ist ein seit  1999 jährlich vergebener britischer Literaturpreis für auf Englisch geschriebene Sachbücher. 
Von 1987 bis 1998 stiftete die NCR Corporation den NCR Book Award. Nach deren Ausscheiden führte BBC Four den Sachbuchpreis ab 1999 als Samuel-Johnson-Preis fort, benannt nach Samuel Johnson, dem nach Shakespeare meistzitierten englischen Autor und führenden Intellektuellen des 18. Jahrhunderts. Von 2009 bis 2012 wurde der Wettbewerb von BBC 2 durchgeführt. Seit 2016 ist der Preis nach dem neuen Sponsor Baillie Gifford benannt. Die Dotierung schwankte, 2021 betrug sie £50.000.

## Preisträger
- 1999: Antony Beevor: Stalingrad
- 2000: David Cairns: Berlioz: Volume 2
- 2001: Michael Burleigh: The Third Reich: A New History
- 2002: Margaret MacMillan: Peacemakers: The Paris Peace Conference of 1919 and Its Attempt to End War
- 2003: T. J. Binyon: Pushkin: A Biography
- 2004: Anna Funder: Stasiland: Oh Wasn't it so Terrible - True Stories from Behind the Berlin Wall
- 2005: Jonathan Coe: Like A Fiery Elephant: The Story of B. S. Johnson
- 2006: James S. Shapiro; 1599: A Year in the Life of William Shakespeare
- 2007: Rajiv Chandrasekaran: Imperial Life in the Emerald City: Inside Iraq's Green Zone
- 2008: Kate Summerscale: The Suspicions of Mr Whicher Or The Murder at Road Hill House
- 2009: Philip Hoare: Leviathan or, The Whale
- 2010: Barbara Demick: Nothing to Envy: Ordinary Lives in North Korea
- 2011: Frank Dikötter: Mao's Great Famine: The History of China's Most Devastating Catastrophe, 1958–1962
- 2012: Wade Davis: Into the Silence: The Great War, Mallory and the Conquest of Everest
- 2013: Lucy Hughes-Hallett: The Pike
- 2014: Helen Macdonald: H is for Hawk (H wie Habicht)
- 2015: Steve Silberman: NeuroTribes: The Legacy of Autism and How to Think Smarter About People Who Think Differently (dt. sinngemäß: Die Botschaft von Autismus und wie wir schlauer über Leute denken, die anders denken)
- 2016: Philippe Sands: East West Street
- 2017: David France: How to Survive a Plague
- 2018: Serhii Plokhy: Chernobyl: History of a Tragedy
- 2019: Hallie Rubenhold: The Five: The Untold Lives of The Women Killed by Jack the Ripper
- 2020: Craig Brown: One Two Three Four: The Beatles in Time
- 2021: Patrick Radden Keefe: Empire of Pain: The Secret History of the Sackler Dynasty
- 2022: Katherine Rundell: Super-Infinite: The Transformations of John Donne
- 2023: John Vaillant: Fire Weather: A True Story from a Hotter World[2][3]
- 2024: Richard Flanagan: Question 7[4]